# جون تي. دريسكول
جون تي. دريسكول هو سياسي أمريكي، ولد في 26 أكتوبر 1925 في ميدفورد في الولايات المتحدة. نشط حزبياً في الحزب الديمقراطي. وقد انتخب عضو مجلس نواب ماساتشوستس ‏.